# Brachiolia egenella
Brachiolia egenella is een vlinder uit de familie bladrollers (Tortricidae). De wetenschappelijke naam voor deze soort is voor het eerst geldig gepubliceerd in 1864 door Walker.
De soort komt voor in tropisch Afrika.